# Te Wahipounamu
Unter dem Namen Te Wahipounamu World Heritage Area sind vier Nationalparks sowie verschiedene weitere geschützte Naturlandschaften im Südwesten und Westen der Südinsel Neuseelands zusammengefasst. Insgesamt umfasst die Te Wahipounamu World Heritage Area 26.000 km² der neuseeländischen Südinsel, wovon etwa 18.000 km² auf die vier Nationalparks entfallen. Das Gebiet gehört seit 1990 zum Weltnaturerbe der UNESCO, der Westland-, der Mount-Cook- und der Fiordland-Nationalpark waren bereits seit 1986 in der Welterbeliste eingeschrieben.
In der Sprache der Maori bedeutet Te Wāhipounamu „Jadeort“. Das ähnlich klingende Te Waipounamu („Jadewasser“) bezeichnet die neuseeländische Südinsel.

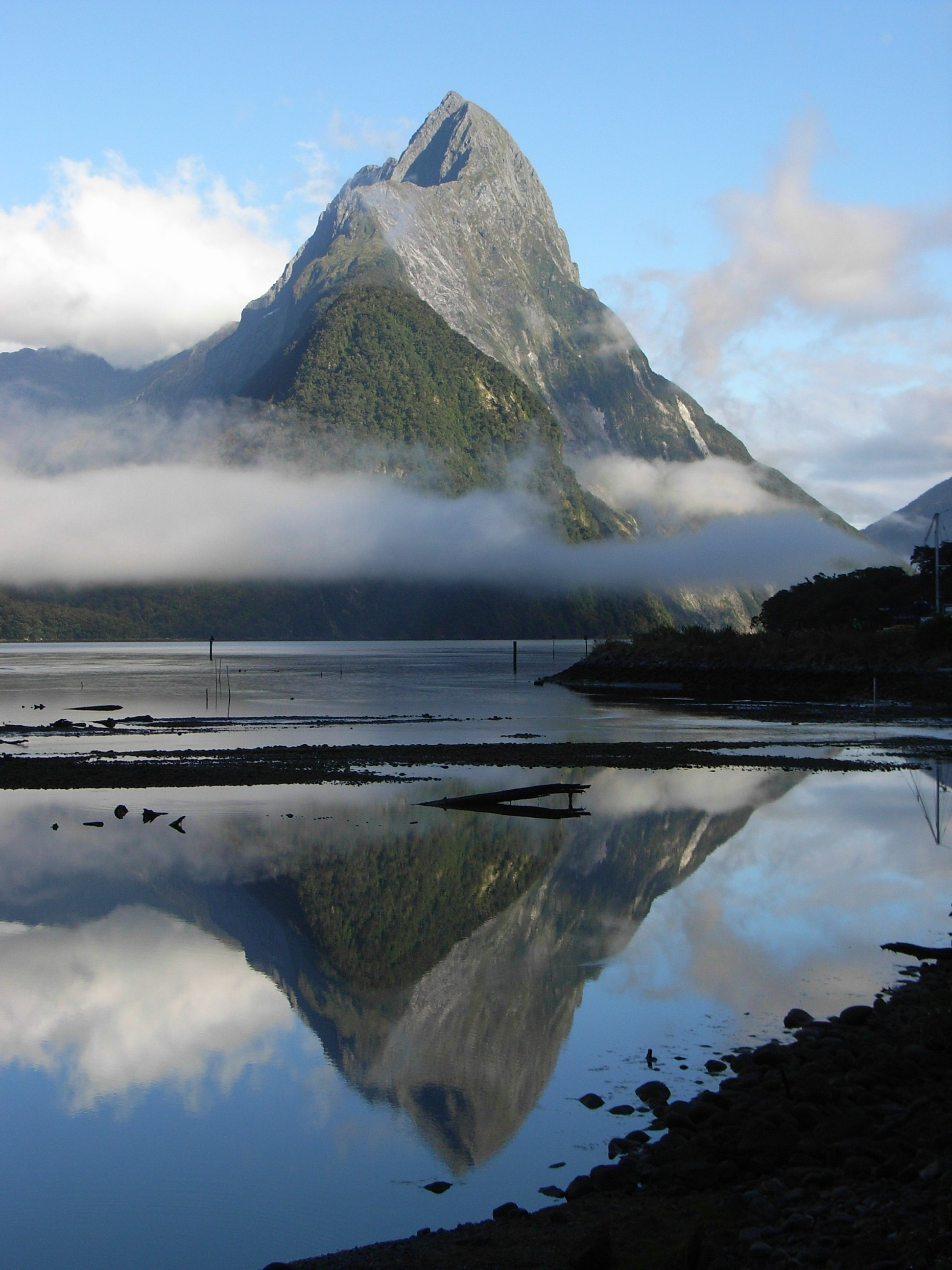
Mitre Peak im Fiordland-Nationalpark

Das Gebiet der Te Wahipounamu World Heritage Area unterteilt sich in:
1. Westland-Nationalpark
2. Mount-Cook-Nationalpark
3. Mount-Aspiring-Nationalpark
4. Fiordland-Nationalpark

sowie in
- zwei Naturschutzgebiete (Nature Reserves)
- drei zu wissenschaftlichen Zwecken geschützte Gebiete (Scientific Reserves)
- 13 Landschaftsschutzgebiete (Scenic Reserves)
- vier Wildschutzgebiete (Wildlife Management Reserves)
- fünf ökologische Schutzgebiete (Ecological Reserves)
- mehrere unter Denkmalschutz stehende Stätten
- ein privates Schutzgebiet